# Mbomou (Präfektur)
Mbomou ist eine Präfektur der Zentralafrikanischen Republik mit der Hauptstadt Bangassou. Die Größe der Präfektur beträgt 60.240 km². Mit Stand 2022 wurden 257.803 Einwohner gemeldet.

## Geografie
Die Präfektur liegt im Südosten des Landes und grenzt im Norden an die Präfektur Haute-Kotto, im Osten an die Präfektur Haut-Mbomou, im Süden an die Demokratische Republik Kongo und im Westen an die Präfektur Basse-Kotto.

## Verwaltungsgliederung
Mbomou ist unterteilt in 5 Subpräfekturen (jeweils mit ihrer Hauptstadt in Klammern):
- Bangassou (Bangassou)
- Bakouma (Bakouma)
- Rafaï (Rafaï)
- Gambo (Gambo)
- Ouango (Ouango)

Eine weitere Ortschaft in der Unterpräfektur Bakouma ist Nzacko.

## Persönlichkeiten
- Dieudonné Kardinal Nzapalainga (* 1967), Erzbischof von Bangui